# Bando moderado

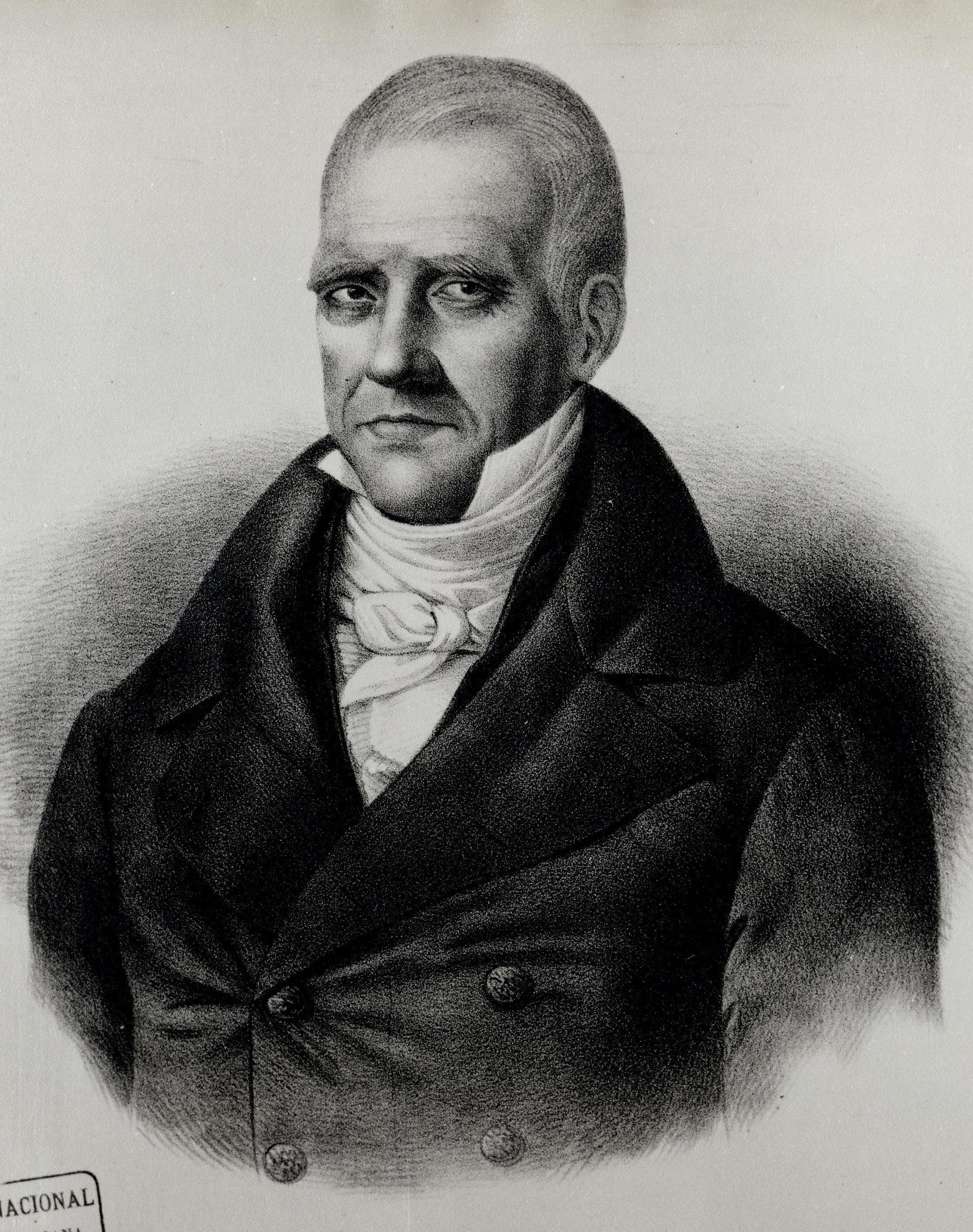
Agustín de Eyzaguirre.

El bando moderado o bando indiferente fue una facción política chilena durante el periodo de la Patria Vieja. Sus principales figuras fueron Agustín de Eyzaguirre, Juan Antonio Ovalle y José Miguel Infante.

## Historia
Tanto el Cabildo Abierto de Santiago (1810) como el primer Congreso Nacional (1811) tenían tendencias políticas disimiles, existiendo algunos realistas, que propendían el retorno a la autoridad del rey; los extremistas patriotas, que anhelaban la libertad total de la colonia, y finalmente los moderados, aquellos que veían con cautela los procesos políticos y sociales que movían tanto a la península como a las colonias, buscando un punto intermedio.
Sin duda, el grupo de los moderados primó en el primer Congreso Nacional, aunque finalmente, tras la caída en Rancagua del bando patriota, los realistas reconquistaron el mando de Chile en 1814.